# Koningin Elisabeth Stichting
De Koningin Elisabeth Stichting (voluit: Geneeskundige Stichting Koningin Elisabeth) is een gebouw en organisatie in de Belgische stad Brussel. Het gebouw staat aan de Jean Joseph Crocqlaan op het terrein van Universitair Verplegingscentrum Brugmann. 

## Geschiedenis
In 1923 werd door Koningin Elisabeth de Koningin Elisabeth Stichting opgericht met als doel om laboratoriumonderzoek te stimuleren en om te zorgen voor meer samenwerking tussen onderzoekers en artsen. 
In 1926 betrok de organisatie gebouwen van het Brugmann-ziekenhuis als tijdelijke huisvesting.
In 1933 werd de nieuwbouw naar het ontwerp van architect Henri Lacoste in gebruik genomen. De Koningin Elisabeth Stichting voerde wetenschappelijk onderzoek uit evenals eenvoudige laboratoriumwerkzaamheden voor het naastgelegen ziekenhuis. Vanaf rond 1953 financierde de stichting ook wetenschappelijk laboratoriumonderzoek aan andere Belgische universiteiten.
Vanaf 1986 werd er geen eigen onderzoek meer verricht wegens de te hoge kosten. De laboratoria van de stichting werden sindsdien door het Brugmann-ziekehuis gebruikt. De stichting heeft sindsdien als hoofdtaak om fundamenteel wetenschappelijk onderzoek op het vlak van neurowetenschappen te financieren.
Sinds  13 december 2012 is het gebouw beschermd als monument.

## Gebouw
Het sobere bakstenen gebouw is opgetrokken in art-decostijl. Het bestaat uit een directeurswoning aan het noordelijk uiteinde, vlak ernaast de hoofdingang en verder een bibliotheek en laboratoria. Kenmerkend zijn de blauwe en groene tegelaccenten. De inkomhal heeft decoraties in Egyptische stijl die terug te voeren zijn op de archeologische interesse van Lacoste.